# Pedrosa de Tobalina

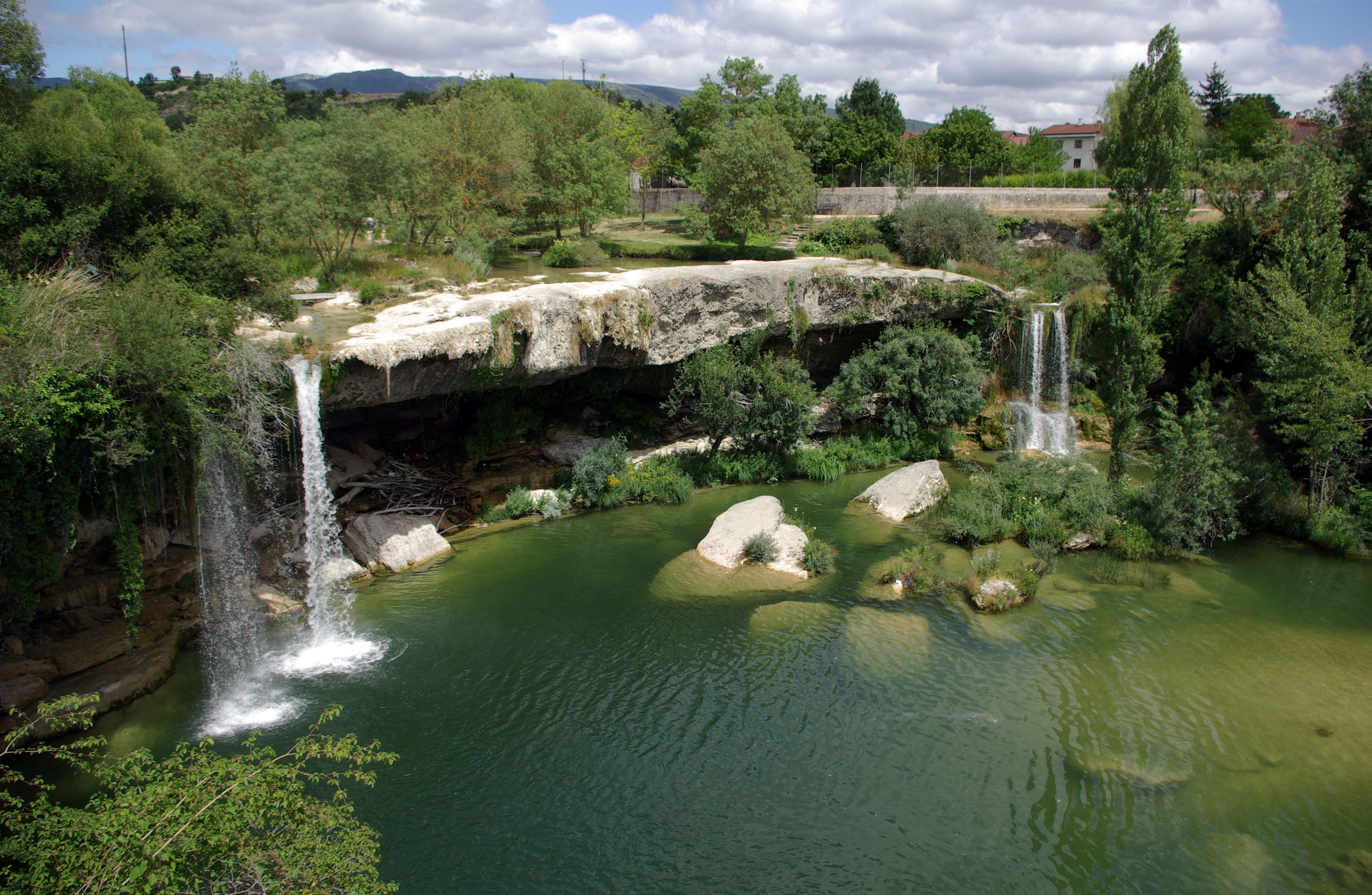
Cascada del río Jerea en Pedrosa de Tobalina.

Pedrosa, también conocida como Pedrosa de Tobalina, es una localidad situada en la provincia de Burgos, comunidad autónoma de Castilla y León (España), comarca de Las Merindades, partido judicial de Villarcayo, ayuntamiento de Valle de Tobalina. El pueblo se divide en dos zonas características, arriba se encuentra en el pueblo desde sus inicios, y abajo (en la carretera) la parte más moderna del pueblo junto a la cascada de Pedrosa de Tobalina y el mirador.

## Geografía
En el valle del río Jerea, afluente por la izquierda del Ebro, entre la Sierra de Arcena al norte y la Sierra de Pancorbo al sur.; a 32 km de Villarcayo, cabeza de partido, y a 83 de Burgos. 

### Comunicaciones
Cruce de caminos en la carretera autonómica   BU-550  que discurre entre Trespaderne   N-629  y el límite provincial (valle de Mena) con Álava en Arceniega, continuando bajo la denominación   A2604  , desde donde parte hacia el este la también autonómica   BU-532  a Extramiana concluyendo en las proximidades de Barcina del Barco (valle de Tobalina). Autobús de Poza de la Sal a Bilbao.

## Situación administrativa
En las elecciones locales de 2007 correspondientes a esta entidad local menor concurre una sola candidatura independiente. Desde 2019 la alcaldesa pedánea es Ainara Rodríguez Vicente de la agrupación Vivir en Tobalina

## Demografía
En el censo de 1950 contaba con 105 habitantes, reducidos a 85 en 2004, 96 en 2007.
en el 2009 esta localidad ascendió a una población de 134 habitantes.

## Historia
Villa , en el Valle de Tobalina, en el partido de Castilla la Vieja en Burgos, jurisdicción de señorío, ejercida por el Duque de Frías quien nombraba su alcalde ordinario.
A la caída del Antiguo Régimen queda agregado al ayuntamiento constitucional de Valle de Tobalina , en el Partido de Villarcayo perteneciente a la región de Castilla la Vieja.

## Fiestas y costumbres
El día 16 de septiembre celebran la festividad de Santa Lucía con romería a la que acuden devotos de Tobalina , Losa y Cuesta Urria. Se hacen ofrendas a la santa para curar las enfermedades de la vista.

## Parroquia
Iglesia parroquial católica de San Andrés Apóstol, en el Arciprestazgo de Medina de Pomar, diócesis de Burgos. Dependen las siguientes localidades: 
| - Cadiñanos - Edeso - Extramiana - Hierro, | - Lechedo de Cuesta Urria - La Orden - Parayuelo | - La Prada - Quintanilla Entrepeñas - Quintanilla-Montecabezas - Rufrancos | - Santa Coloma de Cuesta Urria - Valujera - Las Viadas. |  |